# Elbigenalp
Elbigenalp este un oraș în Austria.